# إليوكوريون (كافالا)
إليوكوريون (Ελαιοχώριον) هي قرية في بلدية بانجيو في الوحدة الإقليمية كافالا في منطقة مقدونيا الشرقية وتراقيا. بلغ عدد سكانها 1,195 نسمة حسب تعداد 2011. كانت المستوطنة تسمى كوتسكاري حتى عام 1926، عندما تم تغيير اسمها إلى إليوخوري. بنيت عند سفح جبل سيمبولو على ارتفاع 90 م عن سطح البحر. تقع على بعد 25 كم من كافالا. كانت جزءًا من بلدية إلفثيرون ضمن برنامج كابوديسترياس، وكانت في السابق مقرًا لكومونة بنفس الاسم منذ عام 1933. يشمل مجتمع إليوخوري المحلي أيضًا مستوطنة باراليا إليوكوري، التي يبلغ عدد سكانها 27 نسمة وفقًا لتعداد عام 2011.
القرية محاطة ببساتين الزيتون وكروم العنب. في عام 1950، بدأ العمل في معصرة زيتون تعاونية في القرية، مما ساهم بشكل كبير في الاقتصاد المجتمعي واستمر العمل فيها حتى تم هجرها عام 1970. أعيد بناء المعصرة ومعداتها الميكانيكية. كما يوجد مسرح ديوجين في القرية.